# Tankōsha
 (décembre 2021).
Tankōsha (淡交社, Tankōsha) est une maison d'édition japonaise.
Son siège est situé à Kyoto (préfecture de Kyoto), dans l'arrondissement de Kita-ku, au Japon.

## Publications
Tankōsha publie principalement des livres liés à la cérémonie du thé et à la ville de Kyoto.

## Récompenses et distinctions
En 1988, Tankōsha a reçu le Mainichi Publishing Culture Award Special Award pour son Primary Color Tea Flower Encyclopedia, en 2001 pour Buddha Sculpture-Appreciation and Carving.
Lors de l'exposition Marlene Dumas Broken White, Tankōsha a reçu le Western Art Promotion Foundation Award for Cultural Promotion et l'évaluation qui va au-delà du monde de la cérémonie du thé,.